# 東田 (北九州市)
東田（ひがしだ）は、福岡県北九州市八幡東区にある町名。現行行政地名は東田一丁目〜東田五丁目。

## 概要
官営八幡製鐵所創業の地で、広大な企業の未利用地を有効活用するため、東田土地区画整理事業が進められ、1993年に「北九州市住まい・生活展」が、2001年に「北九州博覧祭2001」が行われた。
JR鹿児島本線の直線化やスペースワールド駅の開業、新産業の誘致、商業施設・業務施設の充実が進められた。
自然・歴史・環境を学ぶ場として北九州市立自然史・歴史博物館、北九州市環境ミュージアムが立地している。
2017年の年末に閉園したテーマパーク・スペースワールドも東田地区に立地していた。
東田地区では北九州市が掲げる「環境首都」に向けた様々な取り組みが行われている。
2010年度から2014年度までの5年間、経済産業省の「次世代エネルギー・社会システム実証地域」の指定を受け、北九州スマートコミュニティ創造事業が行われた。
次世代送電網・スマートグリッドを中核に、電力の需給状況に応じて電気料金を一時的に変動させるなど、電力の需給バランス調整の仕組みづくりに取り組んだ。
2011年1月、民間企業13社で設立された「水素供給・利用技術研究組合」と福岡県が共同で整備した「北九州水素タウン」の実証実験がスタートした。
製鉄所で生じる副生水素をパイプラインで地区内の一般家庭、商業施設および公共施設に供給し、利用する技術の実証に取り組んだ
。

## 歴史

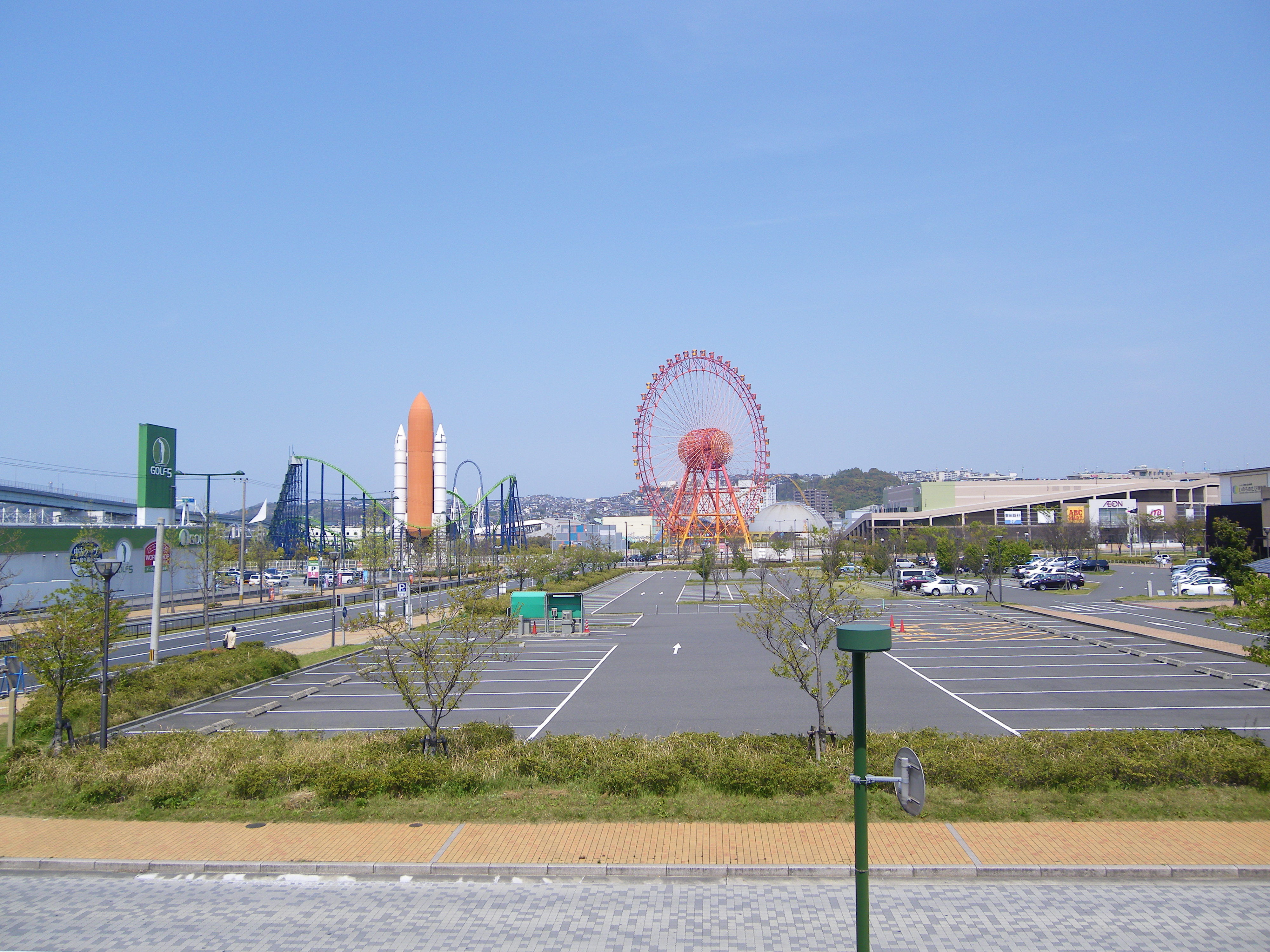
スペースワールド周辺

- 1897年（明治30年）6月1日 - 八幡村に官営製鐵所を開庁。
- 1901年（明治34年）2月5日 - 東田第一高炉火入れ。
- 1972年（昭和47年） - 東田高炉廃止。
- 1988年（昭和63年）11月 - 八幡東田地区周辺開発計画策定委員会発足。
- 1990年（平成2年）4月22日  - スペースワールド開園。
- 1991年（平成3年） - 新日本製鐵第三技術研究所廃止。
- 1993年（平成5年）8月12日-11月3日 - 北九州市住まい・生活展開催。
- 1994年（平成6年）4月 - 東田地区基盤整備事業開始。
- 1996年（平成8年）3月27日 - 東田第一高炉跡が北九州市の史跡に指定。
- 1997年（平成9年）7月 - ウインズ八幡オープン。
- 1998年（平成10年）9月 - 北九州テレコムセンター1号館開業。
- 1999年（平成11年）7月2日 - スペースワールド駅開業。
- 1999年（平成11年）10月 - 九州ヒューマンメディア創造センター（ヒューマンメディア財団ビル）開所。
- 2000年（平成12年）2月 - 住居表示実施。
- 2001年（平成13年）1月 - ジェイコム北九州本社屋開所。
- 2001年（平成13年）7月4日-11月4日 - 北九州博覧祭2001開催。
- 2002年（平成14年）7月 - アドバンテスト北九州R&Dセンター開所。
- 2002年（平成14年）11月3日 - 北九州市立いのちのたび博物館・北九州市環境ミュージアム開館[7]。
- 2006年（平成18年）11月22日 - イオン八幡東ショッピングセンター（現・イオンモール八幡東）開業。
- 2007年（平成19年）4月27日 - 北九州イノベーションギャラリー開館。
- 2009年（平成21年） - 北九州水素ステーション開設[7]。
- 2010年（平成22年） - 北九州スマートコミュニティ創造事業開始[7]。
- 2016年（平成28年）12月25日 - ウインズ八幡営業終了[8]。
- 2017年（平成29年）12月31日 - スペースワールド閉園。
- 2022年（令和4年） 4月28日 - THE OUTLETS KITAKYUSHU開業。

## 主な施設

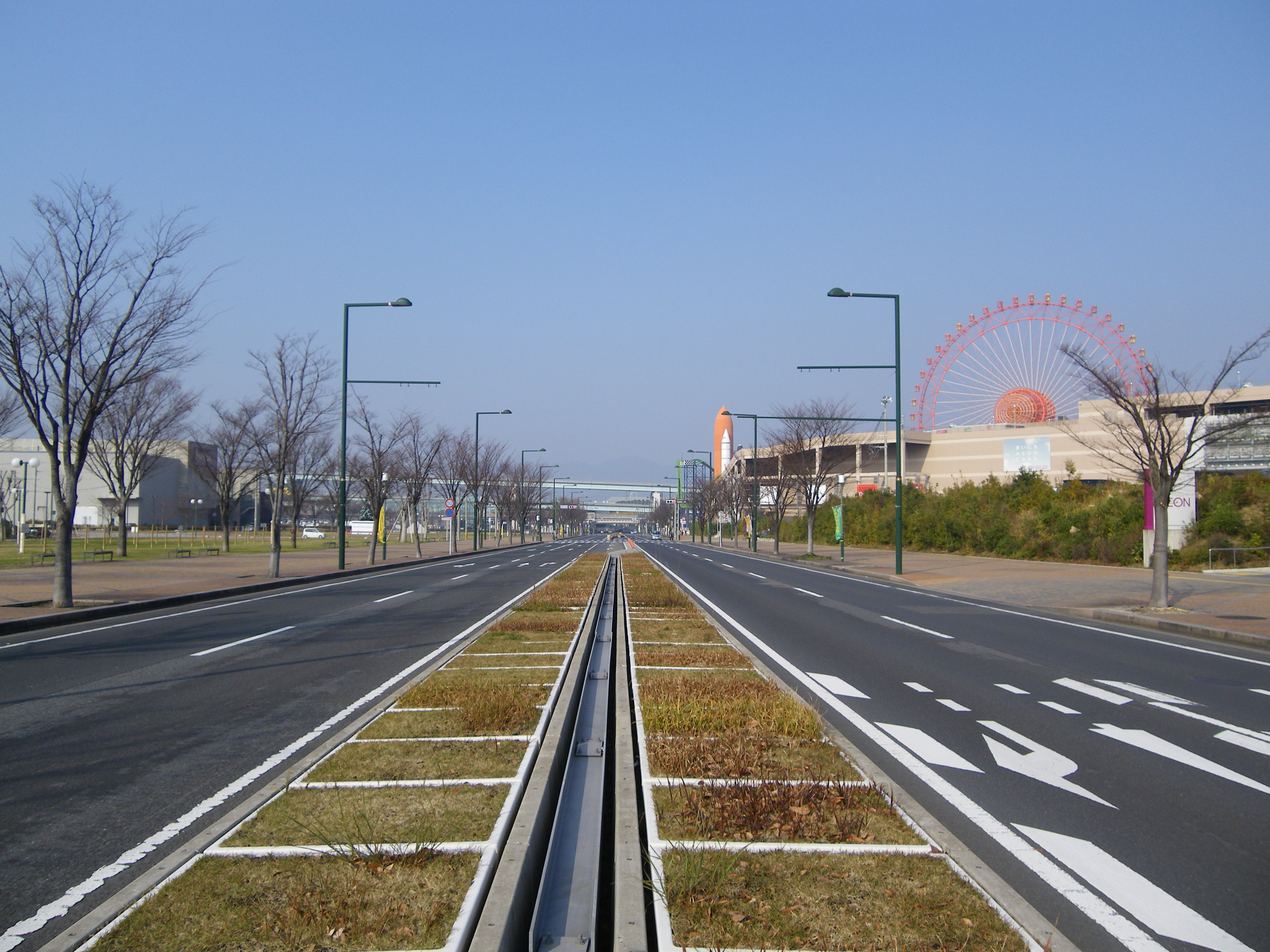
東田大通

### 東田一丁目
- 九州日本信販本社
- コジマ×ビックカメラ八幡店
- ジェイコム九州北九州運営局
- 釣具のポイント八幡本店
- トライアル八幡東田店
- ナフコ八幡東店
- HOTEL AZ北九州八幡店
- ミスターマックス八幡東店

### 東田二丁目
- 北九州イノベーションギャラリー
- 北九州市環境ミュージアム
- 北九州市立いのちのたび博物館
- GEO北九州八幡東店
- ディスカウント ドラッグコスモス東田店
- ゴルフ5スペースワールド駅前店
- SPORTS DEPOスペースワールド駅前店
- 東田高炉記念広場（東田第一高炉跡）
- ベスト電器八幡本店
- 九州労働金庫北九州西支店

### 東田三丁目
- イオンモール八幡東
- スシロー八幡東田店
- 中央町緑地
- 洋服の青山八幡東店

### 東田四丁目
- スペースワールド（2017年12月31日をもって閉園）
- THE OUTLETS KITAKYUSHU

### 東田五丁目
- シーサイドスパ（スピナグループ）
- マリコレ ウエディングリゾート&レストラン

## 交通・アクセス
- JR鹿児島本線スペースワールド駅
- 北九州高速5号線東田出入口
- 北九州高速5号線枝光出入口